# 小林花桜里
小林 花桜里（こばやし かおり・1986年9月11日 - ）は、奈良県出身の女優、モデルで、横浜DeNAベイスターズのオフィシャルサポーティングガールズユニット「diana」2015年度メンバーの一人である。

## 略歴
大阪で芸能活動をスタートし、2013年に上京。舞台やCM、テレビ番組の他、2015年、横浜DeNAベイスターズのオフィシャルサポーティングガールズとして新生された「diana」のメンバーとして1年間活動。dianaの同期には既にレースクイーン活動歴がある山吹香織や、後にレースクイーンとなった中村比菜、織田真実那、後にファイターズガールの2018-2019年度メンバーとなる小玉智由実がいる。
2018年からはChampionのスポーツブランド「CPFU」のリレーマラソンのプロモーションチームとして活動。2019年5月19日開催の「ホノルル駅伝&ミュージック2019」にも出場した。

## 人物・エピソード
- 趣味はゴルフ、ジョギング、料理（食育アドバイザー、スポーツフードアドバイザーの資格取得中）、映画鑑賞。
- 特技は、アクセサリー製作、ネイル（ネイル検定二級保有）。
- 姉が1人いる[4]。

## 出演

### テレビ番組
- ジョブチューン アノ職業のヒミツぶっちゃけます!（TBSテレビ）[5]
- ガチ!ゴルフGrandprix（BS-TBS・2018年8月3日）- ゴルプラ女子部として出演[6]

### CM
- 色彩検定協会（2016年）[7]
- SIXPAD（2019年）

### モデル活動
- TAKA-Q（2014年）[8]

### 舞台
- 博士と太郎の異常な愛情（2013年7月24日 - 30日、博品館劇場）
- 女だけの清河八郎物語（2014年6月27日、池袋YRイベントホール）- 清河の江戸遊女役[9]
- 恋するアンチヒーロー（2018年7月17日 - 22日、劇場MOMO）[10]

### イベント
- 東京オートサロン「ジャンクションプロデュース」（2017年・2018年・2019年）[11][12]
- 東京モーターショー「いすゞ自動車」（2017年）